# Statistisk mekanik
Statistisk mekanik beskæftiger sig med at beskrive makroskopiske systemer ud fra deres mikroskopiske delsystemer. Studiet hører under fysikken og nærmere bestemt termisk fysik, hvor det er tæt beslægtet med termodynamikken, der kommer med de samme makroskopiske forudsigelser. Statistisk mekanik stemmer overens med termodynamikken, hvis systemerne er meget store, hvilket kaldes for den termodynamiske grænse.
Pga. fokusset på systemers enkelte dele har den statistiske mekanik været med at til udvikle partikelfysikken og kvantemekanikken.